# Masalany (folwark)
Masalany, Massalany (biał. Масаляны, ros. Масоляны) – dawny folwark na Białorusi, w obwodzie grodzieńskim, w rejonie brzostowickim w sielsowiecie Olekszyce. Leżał około 1,5 km na zachód od wsi Masalany i około 1 km na wschód od wsi Nowosiółki. Obecnie jest to zachodnia część wsi Masalany. Na południe od terenów pofolwarkowych powstały po wojnie nowe zabudowania o nazwie Saugas Berastawicki.
W dwudziestoleciu międzywojennym miejscowość leżała w Polsce, w województwie białostockim, w powiecie grodzieńskim, początkowo w gminie Massalany, a od 19 lipca 1922 w gminie Ejsymonty Wielkie. 16 października 1933 utworzyła gromadę Massalany majątek w gminie Ejsymonty Wielkie. Po II wojnie światowej weszła w struktury ZSRR.